# 中国西北航空
中国西北航空公司（简称：“西北航”），成立于1989年12月6日，曾经是中国六大骨干航空公司之一，原总部设在西安，分公司设在兰州。曾用IATA代码“WH”，ICAO代码“CNW”。由于企业连年亏损，2002年时被中国东方航空集团收购，成为中国东方航空西北分公司。

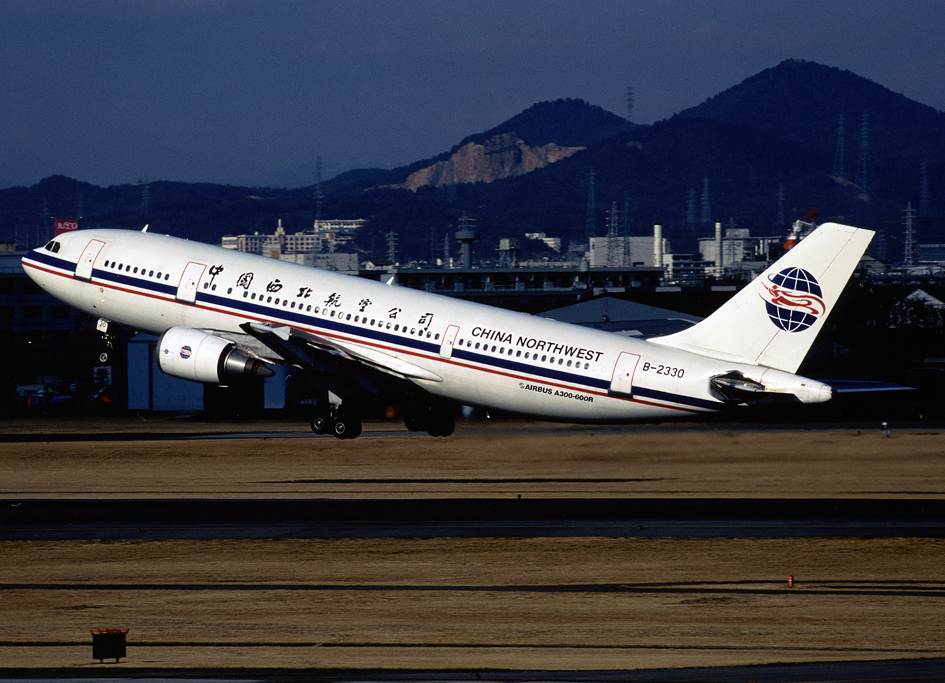
中国西北航空 一空中客车A300-600（2000年摄于名古屋飞行场）

## 历史简介

### 民航兰州管理局/西安管理局时期
1958年10月，中国民用航空乌鲁木齐管理处东迁至兰州市白银路79号，成立中国民用航空兰州管理局，是当时中国民用航空局下属六大地区管理局之一，主管西北五省（区）的民用航空事业:181，兰州管理局机关1961年迁至兰州市东岗西路258号新建的七层办公大楼:182。1984年4月2日，国务院批准了民航局《关于请求批准民航兰州管理局搬迁西安的报告》，其后中国民用航空乌鲁木齐管理局于1985年脱离兰州管理局，成为第七大地区管理局，民航兰州管理局也于1985年4月东迁至西安市，1985年5月1日正式更名为民航西安管理局:183。
1989年12月6日，民航西安管理局政企分开，成立中国西北航空和民航西北管理局:183。

### 西北航空时期
中国西北航空公司，成立于1989年，前身是创立于1958年10月的民航西安地区管理局的航空运营部门（民航第八飞行大队）。除了设在西安的总部外，在兰州设有甘肃分公司、在南京拥有控股公司——南京航空、还曾入股同样位于西安的地方航司——长安航空；并在珠海设立了运营基地；原公司员工5,200人。
“西北航”曾拥有机队40多架，其中包括3架A300-600，3架A310-200，13架A320，10架BAe146，10架图-154，7架Y7，11架Y5等。曾经以西安和兰州为中心，开辟了国内、国际航线120条，可到达50多个国内、国外城市。1994年，在全国500家最大服务企业评比排序中，名列全国交通邮电业第32位。在2000年，以运营19架空中客车客机而成为当年空客在中国的第二大客户。然而由于90年代西北地区民航市场规模较小，加上管理层接连的经营和安全管理失误，造成西北航巨额亏损，使得西北航成为当时民航总局直属六大骨干航司里经营情况最差的一家，直至2000年已负债90多亿元（包括欠下民航总局建设基金13亿元，还有到期应归还的贷款30亿元），净资产为-12亿元，处于濒临破产的境地。
2000年10月 山东航空公司与中国西北航空公司已经草签了联合兼并的意向书，但因为没有得到中国民航总局批准而告吹。
根据国务院组建“三大航空集团”的改革方案，2002年，一直处于亏损状态的“中国西北航空公司”在经过一系列谈判之后被中国东方航空集团兼并。按照兼并的有关规定，自2003年3月1日起，“中国西北航空”正式成为历史；而原来“西北航”使用的“飞天”标志也被东航集团的“东方银燕”所代替。而除长安航空以外的其他分公司和子公司则变为或并入东航在当地的分公司。2003年8月8日，西北航常旅客计划“飞天环旅俱乐部”并入东航“东方万里行”会员体系。此后，原西北航空的BAe 146型飞机开始陆续退役，其中该公司首架BAe 146-100（编号B-2701）于2005年被东航集团捐赠至北京民航博物馆。
原中国西北航空的标志是由“地球”和敦煌的“飞天图”组成的。“地球”为蓝色，取意“蓝色的星体”；“飞天”为桔红色，取意“西北黄土高原”，又意“出升的太阳”。原由中国西北航空使用的ICAO代码“CNW”2020年起用于同样以西安为基地的西北国际货运航空（IATA代码则为原美國大陸航空曾用的CO）。

## 机队
| 机型         | 数量 |
| ------------ | ---- |
| 空中客车A300 | 5    |
| 空中客车A310 | 3    |
| 空中客车A320 | 15   |
| 英国宇航146  | 11   |
| 运-7         | 6    |
| 图-154M      | 10   |
| 运-5         | 10   |
| 安-24        | 2    |
| 总计         | 62   |

## 重大飞行事故
- 1993年7月23日，中国西北航空公司一架BAe146-300中型客机，执行由银川至北京的2119次航班，载着100多名乘客，在银川西花园机场起飞后2分钟，掉入跑道前的沼泽地中；机上113人中，55人遇难（其中包括机组1人）。

- 1994年6月6日，中国西北航空公司一架图-154，执行由西安至广州的2303號航班，从西安咸阳国际机场起飞后约10分钟左右坠毁，机上160人全部丧生。事后，五名机械师因此事故被起诉。原因是，他们对飞机的维修不当以及重新连接自动驾驶系统中某个部件后，造成飞机失控。

## 外部連結
- 中国西北航空官网 (存档)